# Paquita Salas
Paquita Salas es una serie española dirigida y guionizada por Javier Calvo y Javier Ambrossi y protagonizada por Brays Efe en el papel principal de Paquita Salas. Se trata de una serie cómica rodada como falso documental de la productora Estudios Buendía (formada por Atresmedia y Telefónica), que se estrenó a través de la plataforma Flooxer (Atresmedia). Debido a la buena aceptación que tuvo su preestreno, la serie también se emitió en el canal Neox. Desde octubre de 2017, Netflix posee los derechos exclusivos de la serie, desapareciendo de Flooxer.
La segunda temporada se estrenó en Netflix el día 29 de junio de 2018, y la tercera se estrenó el 28 de junio de 2019. No se ha descartado una cuarta temporada, pero «se hará esperar», debido a la agenda repleta de proyectos de sus creadores.
El 30 de septiembre de 2020, durante una entrevista de Los Javis en RNE, los creadores confirman la cuarta temporada de la serie.
Muchas de las localizaciones de la serie se sitúan en la ciudad de Madrid.
La serie cuenta con numerosas estrellas invitadas tales como Macarena García, Secun de la Rosa, Mario Vaquerizo, Alba Carrillo, Josh Hutcherson, Pelayo Díaz, Agatha Ruiz de la Prada, Boris Izaguirre, Jedet, Lydia Bosch, Raquel Meroño, Cayetana Guillén Cuervo, Úrsula Corberó, Anna Allen, Paqui Peña, Ana Obregón, Ana Milán, Roi Méndez, Antonio Resines, Beatriz Luengo o Paz Vega entre otras.

## Sinopsis
Paquita Salas era la mejor representante de actores de los años 1990 y, aunque ahora todo ha cambiado, ella no. Cuando Macarena García, su actriz más conocida, la abandona inesperadamente, el mundo de Paquita se tambalea. Junto a Magüi (Belén Cuesta), su inseparable asistente, y Álex (Álex de Lucas), un repartidor que acabará convertido en parte de la familia, Paquita se lanza desesperada al descubrimiento de un nuevo talento. Una búsqueda que le hará encontrar su lugar en la profesión y en el mundo.
Aunque la serie es ficticia, sí se mezclan referencias de personajes reales de la historia pop española. Esta serie muestra los estragos de la fama, su fugacidad y los juguetes rotos de la televisión española.

## Episodios
| Temporadas | Temporadas | Episodios | Emisión original    | Emisión original      | Plataforma |
| Temporadas | Temporadas | Episodios | Estreno             | Final                 | Plataforma |
| ---------- | ---------- | --------- | ------------------- | --------------------- | ---------- |
|            | 1          | 5         | 6 de julio de 2016  | 25 de octubre de 2016 | Flooxer    |
|            | 2          | 5         | 29 de junio de 2018 | 29 de junio de 2018   | Netflix    |
|            | 3          | 6         | 28 de junio de 2019 | 28 de junio de 2019   | Netflix    |

## Elenco
| Actor/actriz       | Personaje          | Temporadas | Temporadas | Temporadas |
| Actor/actriz       | Personaje          | 1          | 2          | 3          |
| ------------------ | ------------------ | ---------- | ---------- | ---------- |
| Brays Efe          | Paquita Salas      | Principal  | Principal  | Principal  |
| Belén Cuesta       | Magüi Moreno       | Principal  | Principal  | Principal  |
| Lidia San José     | Lidia San José     | Principal  | Principal  | Principal  |
| Álex de Lucas      | Álex de Lucas      | Principal  | Principal  | Recurrente |
| Mariona Terés      | Mariona Terés      | Principal  | Principal  |            |
| Yolanda Ramos      | Noemí Argüelles    | Invitada   | Principal  | Principal  |
| Anna Castillo      | Belén de Lucas     | Invitada   | Principal  | Principal  |
| Belinda Washington | Belinda Washington | Invitada   | Invitada   | Principal  |
| Terelu Campos      | Bárbara Valiente   |            | Invitada   | Principal  |
| Claudia Traisac    | Clara Valle        | Invitada   |            | Recurrente |

## Premios y nominaciones

### Premios Feroz
| Año  | Categoría                             | Nominados      | Resultado |
| ---- | ------------------------------------- | -------------- | --------- |
| 2017 | Mejor serie de comedia                | Paquita Salas  | Ganadora  |
| 2017 | Mejor actor protagonista de una serie | Brays Efe      | Ganador   |
| 2017 | Mejor actriz de reparto de una serie  | Belén Cuesta   | Ganadora  |
| 2019 | Mejor serie de comedia                | Paquita Salas  | Nominada  |
| 2019 | Mejor actor protagonista de una serie | Brays Efe      | Nominado  |
| 2019 | Mejor actriz de reparto de una serie  | Belén Cuesta   | Nominada  |
| 2019 | Mejor actriz de reparto de una serie  | Lidia San José | Nominado  |
| 2020 | Mejor serie de comedia                | Paquita Salas  | Nominada  |
| 2020 | Mejor actor protagonista de una serie | Brays Efe      | Nominado  |
| 2020 | Mejor actriz de reparto de una serie  | Belén Cuesta   | Nominada  |
| 2020 | Mejor actriz de reparto de una serie  | Yolanda Ramos  | Ganadora  |

### Premios de la Unión de Actores
| Año  | Categoría                               | Nominados     | Resultado |
| ---- | --------------------------------------- | ------------- | --------- |
| 2017 | Mejor actor revelación                  | Brays Efe     | Nominado  |
| 2017 | Mejor actriz de reparto de televisión   | Anna Castillo | Nominada  |
| 2019 | Mejor actriz protagonista de televisión | Belén Cuesta  | Nominada  |
| 2019 | Mejor actriz de reparto de televisión   | Yolanda Ramos | Nominada  |